# Den Flygande Bokrullen
Den Flygande Bokrullen (DFB) är en svensk orkester bildad 1992 i Uppsala. Orkestern spelar klezmermusik.

## Om musikstilen
Klezmermusiken har sitt ursprung i den musik som framfördes av judiska spelmän i Öst- och Centraleuropa fram till 2:a världskriget. Den moderna klezmermusiken har dock väldigt lite gemensamt med sin anfader. Musiken har influerats starkt av bland annat östeuropeisk folkmusik och romsk musik. När många östeuropeiska judar flyttade till USA i slutet på 1800-talet och början av 1900-talet och tog med sig musiken påverkades den dessutom så småningom av amerikansk populärmusik, främst jazzen. Det är musiken från den här tiden (tidigt 1900-tal) som gruppen mestadels låter sig inspireras av. Under den här tiden i USA gjordes - enligt många - de bästa inspelningarna som finns med klezmermusik över huvud taget.

## Historia
Den Flygande Bokrullen började som duo med medlemmarna Matti Pohjola och Gustav Johansson i början på 90-talet. Vid den tiden bestod repertoaren av flera olika sorters folkmusik, samt en hel del eget material i varierad stil. Det som öppnade bandets ögon för klezmermusiken var låten Bobrikov (egentligen en version av Boibriker Kapelles hit Khsidishe Nigun) med gruppen Norrlåtar, samt The Klezmorims skiva Metropolis, som Mattis bror Oskar hittade hos deras mamma. Andra tidiga influenser var bland annat bandet Kalyi Jag.
Gruppen växte till en kvintett under hösten 1994, då grundarnas yngre bröder, Oskar Pohjola och Carl Lindecrantz, samt en vän, Lars Ydgren tillkom. Under 1999 kom Arvid Petterson med i gruppen och ersatte Oskar Pohjola. År 2003 tillkom Thomas Dawidowski som gruppens sjätte medlem. Han var medlem till 2023 då Oskar Pohjola återkom som gruppens basist.
Den Flygande Bokrullen har bland annat spelat på internationella festivaler i Wien, Warszawa, Lublin,Lodz, Fürth, Oslo, Ząbkowice Śląskie, på Copenhagen Jazz House, Hackesches Hoftheater i Berlin, Fasching, Vattenfestivalen, Nefertiti, Re:Orientfestivalen (4 gånger), Arvikafestivalen, Mejeriet i Lund, Storsjöyran. DFB har också medverkat i svensk (SVT och TV4, bland annat Nyhetsmorgon) och utländsk radio och TV upprepade gånger. Gruppen är dessutom en ofta anlitad bröllops- och festorkester.

### Nuvarande medlemmar
- Matti Pohjola: kornett, tenorbanjo, mandolin, barytonhorn
- Gustav Johansson: dragspel, trombon, barytonhorn
- Lars Ydgren: klarinett, altsax
- Carl Lindecrantz: batteri, barytonhorn
- Arvid Pettersson: piano, barytonhorn
- Oskar Pohjola: bastuba

## Diskografi

### Album
- 1996 – Den Flygande Bokrullen
- 1998 – 20th Century Klezmer
- 2002 – Tarrschwein
- 2007 – Shuff!
- 2020 – In the 20's

### EP/Singel
- 2000 – Electronic EP